# (200084) 1981 EH29
(200084) 1981 EH29 es un asteroide perteneciente al cinturón de asteroides, descubierto el 1 de marzo de 1981 por Schelte John Bus desde el Observatorio de Siding Spring, Nueva Gales del Sur, Australia.

## Designación y nombre
Designado provisionalmente como 1981 EH29.

## Características orbitales
1981 EH29 está situado a una distancia media del Sol de 2,325 ua, pudiendo alejarse hasta 2,747 ua y acercarse hasta 1,902 ua. Su excentricidad es 0,181 y la inclinación orbital 3,821 grados. Emplea 1295,02 días en completar una órbita alrededor del Sol.

## Características físicas
La magnitud absoluta de 1981 EH29 es 17,3. Tiene 2 km de diámetro y su albedo se estima en 0,072.